# 地球の果てからお家に帰ろう
『地球の果てからお家に帰ろう』（ちきゅうのはてからおうちにかえろう）は、第1シーズンが2014年4月14日から5月5日に放送され、第2シーズンが2014年11月4日からテレビ東京のソコアゲ★ナイト月曜枠で放送していたバラエティ番組。同番組のパイロット版も当記事内に記す。

## 第1シーズン

### 概要
- 地球の果て（高橋はイルクーツクのバディーム宅、エカテリーナは高橋の実家のある新潟県十日町市松之山から）に置き去りにされた人間が自力で家に帰るまでを撮影した、帰宅レース番組。

ルール
- 日本とイルクーツクで同時にスタート。出発日は2014年3月23日（日本時間）。
- 財布と携帯は没収。通訳者なし。
- レース資金は現地レートで10万円分。宿泊費、食費、交通費（飛行機代込み）を賄う。
- 飛行機の使用は1回のみで、乗り継ぎは不可、直行便のみ可。
- 帰宅して家族と対面することでゴールと認められる。

### 出演者
帰宅者
- 高橋佑介（真夜中クラシック）:ロシア語は話せず、英語も簡単なものしか話せない。
- コステュミーンスカヤ・エカテリーナ（Со Стю означает Тверская-Екатерина）:イルクーツク在住、バディームという男性の妻。日本語が多少話せる。

### 放送リスト
| 回 | 放送日  | サブタイトル                          | 行程 |
| -- | ------- | ------------------------------------- | --- |
| 1  | 4月14日 | 激闘!祖国への旅立ち篇                 | 高橋（イルクーツク - ウラン・ウデ） エカテリーナ（新潟県十日町市松之山 - 新潟駅） |
| 2  | 4月21日 | お金無し国境越え篇                    | 高橋（ウラン・ウデ - ウランバートル） エカテリーナ（新潟駅 - 高崎市） |
| 3  | 4月28日 | 最終章 祖国への道篇                   | 高橋（ウランバートル - ザミーン・ウード） エカテリーナ（高崎市 - さいたま市 - 成田国際空港 - ウラジオストク）                                                                                      |
| 4  | 5月5日  | 5000キロの旅 完結! 予想外のエピローグ | 高橋（ザミーン・ウード - エレンホト - 北京空港 - 成田国際空港 - 東京都豊島区 - 新潟県南魚沼市 - 新潟県十日町市松之山） エカテリーナ（ウラジオストク - ハバロフスク - ウラン・ウデ - イルクーツク） |

### 結果
- 勝：エカテリーナ（移動距離5867km、タイム161時間58分）
- 負：高橋（移動距離5049km、タイム162時間13分）

### スタッフ
- ナレーター：多比良健
- 構成:弓場伸治、奥原アイザック
- 編成:内田久善
- CAM:新井直樹(港屋)、小島隆志(マリポーサカンパニー)
- 編集:白根大、萩原誠
- MA:山田一宏
- 音効:松本彩希(メディアハウスサウンドデザイン)
- 海外コーディネーター:ブーラフ ボリス(CCR)
- 海外制作協力:ブーラフ ボリス(CCR)、須藤淳一(GREENWALKERS)、サラン・トナル(モンゴル)
- デスク:神山亜弓
- AD:大平祥子、安藤幹
- ディレクター:井上康紀
- 演出・プロデューサー:田中晋也
- プロデューサー:五十嵐洋文、林鍾元
- 製作著作:テレビ東京、Wood's Office

### ネット局と放送時間
| 放送地域       | 放送局         | 放送系列       | 放送日時                | 放送期間                               | 遅れ日数   |
| -------------- | -------------- | -------------- | ----------------------- | -------------------------------------- | ---------- |
| 関東広域圏     | テレビ東京     | テレビ東京系列 | 月曜 23:58 - 24:45      | 2014年4月14日 - 5月5日（下記注釈参照） | 製作局     |
| 北海道         | テレビ北海道   | テレビ東京系列 | 月曜 23:58 - 24:45      | 2014年4月14日 - 5月5日（下記注釈参照） | 同時ネット |
| 愛知県         | テレビ愛知     | テレビ東京系列 | 月曜 23:58 - 24:45      | 2014年4月14日 - 5月5日（下記注釈参照） | 同時ネット |
| 岡山県・香川県 | テレビせとうち | テレビ東京系列 | 月曜 23:58 - 24:45      | 2014年4月14日 - 5月5日（下記注釈参照） | 同時ネット |
| 福岡県         | TVQ九州放送    | テレビ東京系列 | 月曜 23:58 - 24:45      | 2014年4月14日 - 5月5日（下記注釈参照） | 同時ネット |
| 滋賀県         | びわ湖放送     | JAITS          | 月曜 23:58 - 24:45      | 2014年4月14日 - 5月5日（下記注釈参照） | 同時ネット |
| 岩手県         | テレビ岩手     | 日本テレビ系列 | 日時不定                | 2014年5月10日 - 5月31日                | 26日遅れ   |
| 広島県         | テレビ新広島   | フジテレビ系列 | 日曜 25:10 - 26:00      | 2014年6月15日 - 7月6日                 | 62日遅れ   |
| 鳥取県・島根県 | 日本海テレビ   | 日本テレビ系列 | 月 - 木曜 16:53 - 17:43 | 2014年7月7日 - 7月10日                 | 66日遅れ   |
| 熊本県         | 熊本放送       | TBS系列        | 月曜 23:53 - 24:38      | 2014年7月14日 - 8月4日                 | 91日遅れ   |
| 長崎県         | 長崎放送       | TBS系列        | 火曜 24:23 - 25:10      | 2014年7月29日 - 8月19日                | 106日遅れ  |

注釈
- 4月28日放送分は『世界卓球』中継延長の影響で、全局24:58 - 25:45に時間変更して放送。
- 5月5日放送分は、当初上記の男女決勝録画中継のため、一旦は休止としていたが、日本女子チームが決勝進出となり、予定を変更して『世界卓球』は生放送されることになったため、5月12日に放送するとしていた最終回を1週前倒して通常放送とした。この影響で次番組の『雨天中止ナイン』の放送も、当初の5月19日開始を1週前倒しとした。

| テレビ東京 月曜23:58 - 24:45枠（ソコアゲ★ナイト月曜枠） | テレビ東京 月曜23:58 - 24:45枠（ソコアゲ★ナイト月曜枠） | テレビ東京 月曜23:58 - 24:45枠（ソコアゲ★ナイト月曜枠） |
| 前番組                                                  | 番組名                                                  | 次番組                                                  |
| ------------------------------------------------------- | ------------------------------------------------------- | ------------------------------------------------------- |
| スギるんです                                            | 地球の果てからお家に帰ろう                              | 雨天中止ナイン                                          |

## 第2シーズン

### 概要・ルール
- 地球上の置き去りにされた場所から、7日以内に日本へ帰国する事が出来るか挑戦する。
- 帰国資金は飛行機代を含まず現地レート（グアテマラではケツァル、グルジアではラリ）で5万円。
- 期限までの帰国が成功した場合は賞金10万円がもらえるが、失敗した場合は資金5万円と帰国時の飛行機代を支払わなければならない。
- 飛行機の使用は1回のみで、乗り継ぎ不可。直行便のみで日本に帰る。
- 財布と携帯は没収。日本からスタート地点に行く間に当該国の国情や帰宅ルートなどの調べ物は出来ない。スタート地点の国では目隠しされてスタート地点へ移動。
- 同行する取材スタッフは挑戦者の行動に一切係わらず同行するだけ。

### 出演者
帰宅者
第1章 井上マー
第2章 ジョイマン 高木

### 放送リスト
| 回 | 章 | 挑戦者 (出演者) | スタート地点 (置き去りにされた場所)                                                                             | 行程 | 結果 |
| -- | -- | --------------- | --- | --- | --- |
| 1  | 1  | 井上マー        | グアテマラのサン・ファン・アティタン(es) ※日本からは飛行機などを乗り継いで4日掛かっている事が冒頭で説明された。 | サン・ファン・アティタン→ペテン県→メルチョル→ベリーズシティ→メルチョル→ペテン→エルセイボ(es)→パレンケ→メキシコシティ | 7日目に日本への直行便があるメキシコ・シティ国際空港にたどり着くも、飛行機の時間が期限に間に合わない物しかなく失敗 |
| 2  | 1  | 井上マー        | グアテマラのサン・ファン・アティタン(es) ※日本からは飛行機などを乗り継いで4日掛かっている事が冒頭で説明された。 | サン・ファン・アティタン→ペテン県→メルチョル→ベリーズシティ→メルチョル→ペテン→エルセイボ(es)→パレンケ→メキシコシティ | 7日目に日本への直行便があるメキシコ・シティ国際空港にたどり着くも、飛行機の時間が期限に間に合わない物しかなく失敗 |
| 3  | 2  | ジョイマン 高木 | グルジアのスヴァネティ地方の山奥の村であるトベビシ（歩いて2時間でメスティアに着ける）                           | トベビシ→メスティア(en)→ズグディディ→トビリシ→クタイシ→バトゥミ→ホパ→サムスン→アンカラ→イスタンブール                | 6日目夜にアンカラからトルコ高速鉄道に乗ろうとするも満席で乗れず、やむなくアンカラの空港からイスタンブールの空港へ行くバスに乗るも、制限時間内に着く飛行機が無く失敗。番組は高木が夜に妻子と出会うところで締めている。 |
| 4  | 2  | ジョイマン 高木 | グルジアのスヴァネティ地方の山奥の村であるトベビシ（歩いて2時間でメスティアに着ける）                           | トベビシ→メスティア(en)→ズグディディ→トビリシ→クタイシ→バトゥミ→ホパ→サムスン→アンカラ→イスタンブール                | 6日目夜にアンカラからトルコ高速鉄道に乗ろうとするも満席で乗れず、やむなくアンカラの空港からイスタンブールの空港へ行くバスに乗るも、制限時間内に着く飛行機が無く失敗。番組は高木が夜に妻子と出会うところで締めている。 |

### ネット局と放送時間
| 放送期間                      | 放送時間                | 放送局         | 対象地域       | 備考   |
| ----------------------------- | ----------------------- | -------------- | -------------- | ------ |
| 2014年11月3日 - 2014年12月1日 | 月曜 23:58 - 翌日 00:45 | テレビ東京     | 関東広域圏     | 製作局 |
|                               |                         | テレビ北海道   | 北海道         |        |
|                               |                         | テレビ愛知     | 愛知県         |        |
|                               |                         | テレビせとうち | 岡山県・香川県 |        |
|                               |                         | TVQ九州放送    | 福岡県         |        |
| 2015年1月9日‐1月30日          | 金曜 14:00 ‐ 15:00      | 南日本放送     | 鹿児島県       |        |
| 2015年2月5日‐ 2月26日         | 木曜 1:40‐ 2:25         | テレビ新広島   | 広島県         |        |

| テレビ東京 月曜23:58 - 00:45枠（ソコアゲ★ナイト月曜枠）                     | テレビ東京 月曜23:58 - 00:45枠（ソコアゲ★ナイト月曜枠） | テレビ東京 月曜23:58 - 00:45枠（ソコアゲ★ナイト月曜枠）                           |
| 前番組                                                                      | 番組名                                                  | 次番組                                                                            |
| --------------------------------------------------------------------------- | ------------------------------------------------------- | --------------------------------------------------------------------------------- |
| コレ考えた人、天才じゃね!? 〜今すぐ役立つ生活の知恵、集めました〜 （第1期） | 地球の果てからお家に帰ろう                              | ネットで調べてもほとんど出てこない裏ニュース 〜本当は教えたくなかった（秘）テク〜 |

## パイロット版

### 至急帰宅セヨ 白熱帰宅バトル『人レース』
テレビ東京では2010年12月28日23:30 - 25:00 JSTに同じような趣旨のパイロット版、至急帰宅セヨ 白熱帰宅バトル『人レース』が放送されたことがある(ルールもほぼ同じ)。
- 実況:島田弘久（テレビ東京アナウンサー）
- 解説:バカリズム

帰宅者
1. 大西ライオン: ポルドイ峠(en。ドロミーティ街道の最高峰。)
2. 望月かおり: ホルボッシュ島(en)
アーティストボックス・望月かおり - ウェイバックマシン（2011年8月27日アーカイブ分）